# 伊波伊道马什德
伊波伊道马什德，是匈牙利佩斯州所辖的一个村。总面积11.60平方公里，总人口343，人口密度29.6人/平方公里（2011年1月1日）。